# Bigenditia zuytdorp
Bigenditia zuytdorp är en spindelart som beskrevs av Norman I. Platnick 2000. Bigenditia zuytdorp ingår i släktet Bigenditia och familjen Lamponidae. Inga underarter finns listade.